# Harro Bode
Harro Bode, né le 20 février 1951 à Bad Sobernheim, est un marin allemand, champion olympique en 1976. Il a présidé le conseil d'administration de la Ruhrverband, une entreprise publique spécialiste de la gestion de l'eau. Il est l'un des principaux spécialistes allemands en la matière.
Harro Bode commence sa carrière sportive comme barreur sur un type d'embarcation légère de conception allemande, le Pirate, qui n'est pas équipé d'un trapèze. Il passe ensuite au 470. Après un épisode au sein d'une unité sportive de la Marine nationale, en Mer baltique, il navigue comme équipier en classe Flying Dutchman. Puis, à partir de 1974, il fait équipe avec Frank Hübner en 470. Les deux hommes remportent une médaille de bronze au championnat d'Europe, en 1975. La consécration vient l'année suivante avec un titre olympique aux Jeux de Montréal, obtenu devant les Espagnols Gorostegui et Millet.
Hübner et Bode naviguaient pour le club de voile Sorpesee-Iserlohn.
De 1976 à 1979, Bode exerce des fonctions dans différentes instances sportives, dont celle de porte-parole de la Fédération allemande de voile.
A l'issue d'études de génie civil à l'université de Hanovre, il obtient un diplôme de docteur-ingénieur avec une thèse relative au traitement des eaux usées industrielles. Il effectue un séjour de recherche d'un an et demi à l'université de Californie à Berkeley et s'impose comme un expert dans son domaine. En 1999, il est nommé professeur honoraire à l'université de Hanovre. En 2004, il est porté à la présidence de l' Association de la Ruhr qui assure la gestion de l'eau dans le bassin fluvial de la Ruhr. Bode est également membre honoraire du conseil d'administration de l' Association allemande pour la gestion de l'eau, des eaux usées et des déchets (DWA) et de l' Association fédérale de la gestion de l'énergie et de l'eau (BDEW) ainsi que président du comité allemand de l'Association internationale de l'eau (IWA). Il cosigne avec K.R. Imhoff et P. Evers un ouvrage intitulé Exemples de conception pour les stations d'épuration municipales. Il est par ailleurs l'auteur de nombreux articles scientifiques et/ou relatifs à la politique de l'eau,.